# 伊丽莎白蒂夫卡 (韦塞莱市镇)
46°57′8″N 34°50′4″E / 46.95222°N 34.83444°E
伊丽莎白蒂夫卡（羅馬化：Yelyzavetivka）是位於烏克蘭東南部的村莊，由扎波羅熱州梅利托波爾區的韋塞萊市鎮負責管轄。該村面積0.96平方公里，海拔高度74米，2001年人口397，人口密度每平方公里415.3人。